# Penetrazioni
Penetrazioni è un'opera teatrale di Gian Maria Cervo, scritta nel 1995 e andata in scena per la prima volta - ricevendo recensioni molto positive dalla critica anglosassone - nel corso del Festival Fringe di Edimburgo il 29 agosto 1995, con Alessio Di Clemente nel ruolo del protagonista e la regia di Carlo Fineschi .

## Trama
Londra. In un appartamento si consuma il dramma dell'autore teatrale Francesco, omosessuale non dichiarato e perdutamente innamorato del bellissimo attore Paolo, che però si autoinibisce ogni possibilità di ricambiare tale amore in quanto consapevole di essere affetto da AIDS. Nella vicenda sono determinanti le intromissioni e i disturbi di Bea, sorella dello scrittore, e dell'ombra di Jenny, un'amica scomparsa tragicamente.

## Critica
Secondo Rodolfo Di Giammarco, l'opera è un esempio di teatro che ha il diritto, e forse anche il dovere, d'essere scomodo e indelicato, di ferire commuovendo, di stupire con scene d'effetto inaudito, sinceramente forti. Urta facendo pensare, toccando il cuore, mettendo in gioco vicende ipocritamente interdette, sentimenti negati. Ma al contempo stigmatizza che il dramma si avvalga di quadri troppo compiaciuti tra i quali domina per insostenibile eccesso una specie di estasi della condizione omosessuale. [...], un'ostentazione che nuoce per ingenuo dubbio gusto messo a segno al puro fine di compiacere o di meravigliare. Un teatro operante sul fronte rispettabile del disagio che scende a patti con un'aria decadentistica fatta di muscoli e di pose calligraficamente profane.